# 内伊耶特蒂恩卡拉
内伊耶特蒂恩卡拉（Neyyattinkara），是印度喀拉拉邦Thiruvananthapuram县的一个城镇。总人口69435（2001年）。

## 人口
该地2001年总人口69435人，其中男性34049人，女性35386人；0—6岁人口7202人，其中男3669人，女3533人；识字率81.76%，其中男性为83.97%，女性为79.63%。